# Nils Johan Andersson
Nils Johan Andersson (ur. 20 lutego 1821 w Gärdserum, zm. 27 marca 1880 w Sztokholmie) – szwedzki botanik, uczestnik szwedzkiej ekspedycji naukowej dookoła świata w latach 1851–1853.

## Życiorys
Nils Johan Andersson urodził się 20 lutego 1821 roku w Gärdserum w rodzinie Johannesa Anderssona i Sary Kajsy Nilsdotter . Po ukończeniu szkoły w Sztokholmie w 1840 roku rozpoczął studia na uniwersytecie w Uppsali, gdzie w 1845 roku uzyskał tytuł doktora nauk ścisłych a rok później profesora nauk botanicznych . W 1847 roku został nauczycielem w szkole podstawowej w Sztokholmie . 
Uczestniczył w wielu wyprawach po Skandynawii, m.in. na Archipelag Sztokholmski (1839), do Laponii (1842), do Norwegii (1843), po Szwecji (1846, 1848), oraz do Europy Środkowej (1850) . 
W latach 1851–1853 uczestnik szwedzkiej ekspedycji naukowej dookoła świata na fregacie „Eugenie” , która została zorganizowana przez Królewską Szwedzką Akademię Nauk celem promocji szwedzkiego handlu oraz przeprowadzenia badań naukowych w zakresie nawigacji, astronomii, zoologii i botaniki. Andersson był botanikiem wyprawy, a zoologiem Hjalmar Kinberg (1820–1908). Statkiem dowodził kapitan Christian Adolf Virgin (1797–1870). Trasa „Eugenie” wiodła z Karlskrony przez Maderę, Brazylię, Argentynę i Chile – do Valparaíso dotarto w lutym 1852 roku, dalej przez Chincha Islands u wybrzeży Peru, Galapagos, Panama, Hawaje, Tahiti, Mikronezję, Hongkong, Filipiny i Afrykę Południową. W trakcie pobytu na Galapagos Andersson jako pierwszy badacz zebrał okazy flory na wyspie Santa Cruz. 
Po powrocie pracował na uniwersytecie w Lund, a w 1856 roku został kuratorem działu botanicznego Naturhistoriska riksmuseet . W 1857 roku poślubił malarkę Annę Tigerhielm (1832–1906). Para miała dwóch synów i córkę: J. A. G. Acke (1859–1924), który został malarzem , Nilsa Eliasa Anckersa (1858–1921), który był oficerem marynarki  i Sigrid Rissler (1868–1918), która zajmowała się botaniką.  
Andersson zmarł 27 marca 1880 roku w Sztokholmie .

## Działalność naukowa
Andersson początkowo prowadził badania nad rodzajem Salix – po wyprawie do Laponii napisał Salices Lapponiae (1845) . Opracowanie tego rodzaju sporządził również do pracy Prodromus regni vegetabilis opublikowanej przez Augustina Pyramusa de Candolle (1778–1841). Interesował się również trawami . 
Podczas wyprawy dookoła świata swoje przeżycia i obserwacje spisywał w listach, które wydał po powrocie . Z ekspedycji przywiózł pokaźne zbiory. O florze Galapagos opublikował pracę Om Galapagos-öarnes vegetation (1854). 
Zajmował się również redakcją podręczników do botaniki – Lärobok i Botaniken för elementarundervisningen (1–3, 1851–53), Svensk skolbotanik (1851–53), Väggtaflor för åskådningsundervisningen i botanik (1861–62). 
Od 1857 roku był członkiem Niemieckiej Akademii Przyrodników Leopoldina , a od 1859 roku członkiem Królewskiej Szwedzkiej Akademii Nauk.

## Upamiętnienie
Na cześć Anderssona nazwano rodzaj Anderssoniopiper Trel. (synonim rodzaju Piper).